# Конка дел Кампанија
Конка дел Кампанија је насеље у Италији у округу Казерта, региону Кампанија.
Према процени из 2011. у насељу је живело 242 становника. Насеље се налази на надморској висини од 452 м.

## Становништво
| 1951. | 1961. | 1971. | 1981. | 1991. | 2001. | 2011. |
| ----- | ----- | ----- | ----- | ----- | ----- | ----- |
| 3.431 | 2.940 | 2.189 | 1.775 | 1.600 | 1.392 | 1.256 |